# Sedneth I (schip, 1967)
De Sedneth I was een halfafzinkbaar boorplatform dat in 1967 gebouwd werd door de RDM voor de Nederlandse Zeeboormaatschappij (Sea Drilling Netherlands, Sedneth). Het was de tweede in de Staflo-serie naar ontwerp van de Bataafse Internationale Petroleum Maatschappij en Breit.